# Benidorm

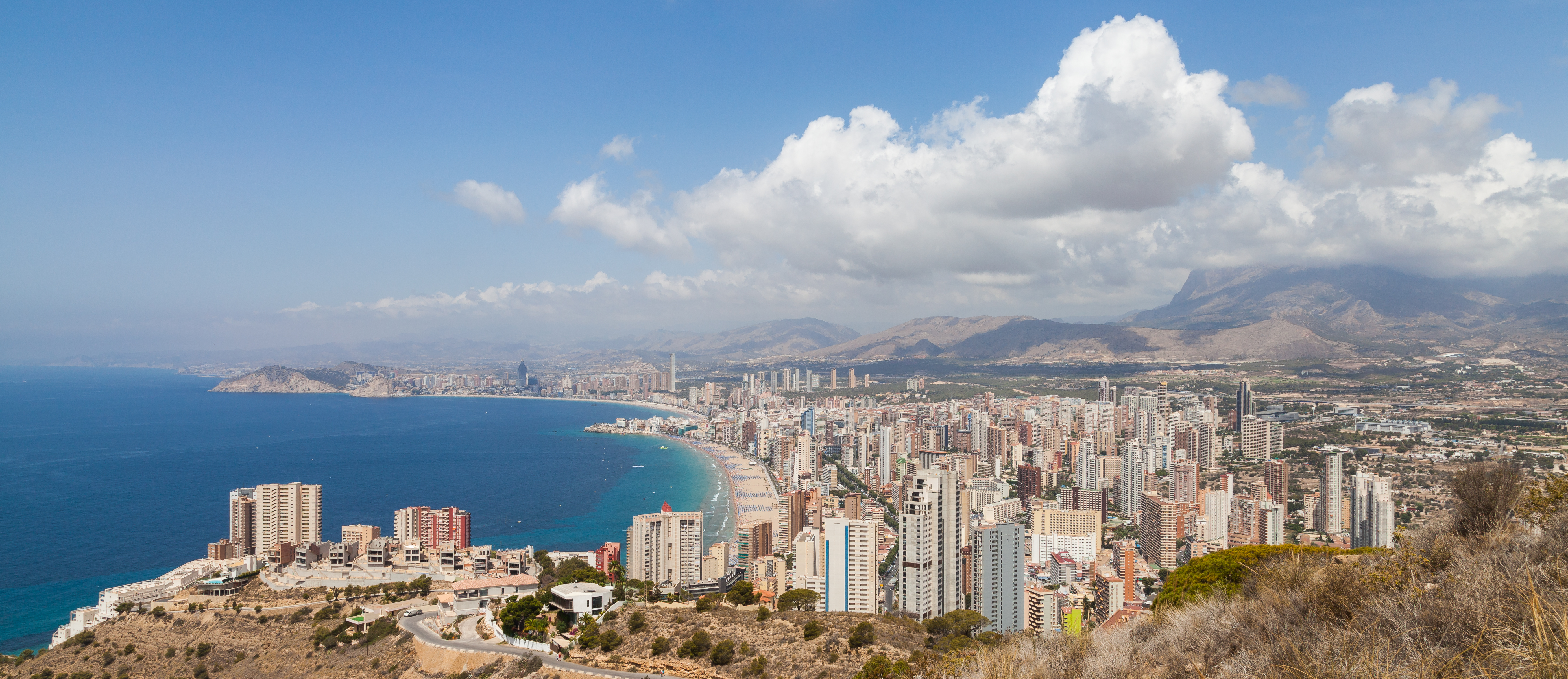
Quang cảnh Benidorm, Costa Blanca

Benidorm là một thị xã ven biển và khu tự quản nằm ở comarca Marina Baixa, tỉnh Alicante, cộng đồng Valencia, Tây Ban Nha, bên bờ Tây Địa Trung Hải.
Benidorm đã là một điểm đến du lịch ở Tây Ban Nha kể từ năm 1925, khi cảng của nó được mở rộng và những khách sạn đầu tiên được xây dựng, mặc dù phải đến những năm 1950, nó mới trở nên nổi tiếng như một điểm đến mùa hè cho những người đến từ nội địa Tây Ban Nha, đặc biệt là cư dân Madrid. Ngày nay nó được biết đến với ngành khách sạn, bãi biển và các tòa nhà chọc trời và đón nhiều khách du lịch từ nước ngoài đến Tây Ban Nha. Theo điều tra dân số năm 2014, Benidorm có dân số thường trú là 69.010 người, làm cho nó trở thành thị trấn đông dân thứ năm ở tỉnh Alicante và thứ chín trong Cộng đồng Valencia.